# Gandaca
Gandaca is een geslacht in de orde van de Lepidoptera (vlinders) familie van de Pieridae (Witjes).
Gandaca werd in 1906 beschreven door Moore.

## Soorten
Gandaca omvat de volgende soorten:
- Gandaca butyrosa - (Butler, 1875)
- Gandaca harina - (Horsfield, 1829)